# Rosa Maria Sardà

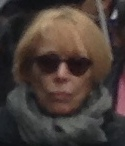
Rosa Maria Sardà (2012)

Rosa Maria Sardà i Tàmaro (* 30. Juli 1941 in Barcelona, Spanien; † 11. Juni 2020 ebenda) war eine spanische Schauspielerin.

## Leben
Rosa Maria Sardà war die Frau des Schauspielers Josep Maria Mainat (ein Mitglied der Theatergruppe La Trinca) und die Schwester des Fernsehmoderators Xavier Sardà.
Rosa Maria Sardà begann ihre Karriere in den 1970er Jahren und wurde eine der wichtigsten Schauspielerinnen des spanischen Kinos und Theaters. Ihr Schaffen für Film und Fernsehen umfasst mehr als 90 Produktionen.

## Filmografie (Auswahl)
- 1980: El vicario de Olot
- 1987: Moros y cristianos
- 1990: Rateta, rateta
- 1990: Un submarí a les tovalles
- 1991: Ho sap, el ministre?
- 1992: La fiebre del oro
- 1992: ¿Por qué lo llaman amor cuando quieren decir sexo?
- 1993: El cianuro … ¿sólo o con leche?
- 1994: Alegre ma non troppo
- 1994: El hundimiento del Titanic
- 1994: Enciende mi pasión
- 1994: Escenas de una orgía en Formentera
- 1995: El efecto mariposa
- 1995: Pareja de tres
- 1995: Suspiros de España (y Portugal)
- 1996: Actrius
- 1996: La duquesa roja
- 1997: Airbag – Jetzt knallt’s richtig! (Airbag)
- 1997: Carícies
- 1997: Grandes ocasiones
- 1997: Siempre hay un camino a la derecha
- 1998: Amic/Amat
- 1998: Das Mädchen deiner Träume
- 1998: Mátame mucho
- 1999: Alles über meine Mutter (Todo sobre mi madre)
- 2000: Anita no pierde el tren
- 2001: Sin vergüenza
- 2001: Torrente 2 – Mission Marbella (Torrente 2, misión en Marbella)
- 2002: A mi madre le gustan las mujeres
- 2002: Deseo
- 2002: Dos tipos duros
- 2002: El embrujo de Shangai
- 2002: Carols Reise (El viaje de Carol)
- 2003: Öffne meine Augen (Te doy mis ojos)
- 2006: Vete de mí
- 2007: Barcelona (un mapa)
- 2007: Chuecatown
- 2008: Rivales
- 2010: La vida empieza hoy
- 2011: Maktub
- 2012: Any de Gràcia
- 2015: Rey Gitano
- 2015: 8 Namen für die Liebe 2 (Ocho apellidos catalanes)
- 2016: The Queen of Spain (La reina de España)
- 2018: Segunda oportunidad
- 2019: Salir del ropero

## Theater
- 2004: Witt
- 1982: Yo me bajo el la próxima ¿y usted?
- 1982: Duet per a violet

## Auszeichnungen (Auswahl)
- 1994: Goya in der Kategorie Beste Nebendarstellerin für ¿Por qué lo llaman amor cuando quieren decir sexo?
- 1999: Nominierung für den Goya in der Kategorie Beste Nebendarstellerin für Das Mädchen deiner Träume
- 2001: Besondere Erwähnung beim Festival Internacional de Cine de Mar del Plata für Anita no pierde el tren
- 2002: Goya in der Kategorie Beste Nebendarstellerin für Sin vergüenza
- 2002: Preis der spanischen Schauspielervereinigung für Sin vergüenza
- 2016: Gaudí-Ehrenpreis für das Lebenswerk
- 2020: Fotogramas de Plata für das Lebenswerk